# Kreatör
En kreatör är någon som jobbar med att vara kreativ och använda sig av sin fantasi i syfte att skapa något. En modeskapare eller kläddesigner är en kreatör som inriktar sig på att skapa med kläder.
Inom reklam- och PR-branschen används begreppet som ett samlingsnamn för roller som förknippas med såväl idéer som konkret förverkligande. En kreatör med huvudansvar för bild och layout kallas art director och kan jobba tillsammans med formgivare med mer specifika uppgifter. En kreatör med huvudansvar för text kallas copywriter. En chef över kreatörer inom både bild och text kallas creative director. 